# Augusto César de Castro Meneses
Capitão-de-fragata Augusto César de Castro Meneses (Crato, 8 de fevereiro de 1812 — Rio de Janeiro, 17 de julho de 1881) foi militar brasileiro.

## Biografia
Nasceu na então vila do Ceará, ao sul do Ceará, onde seu pai, Manuel do Nascimento Castro e Silva, era escrivão civil e do crime. Sua mãe era Margarida Joaquina de Cortona e eram seus irmãos o igualmente militar Francisco Cândido de Castro Meneses e Manuel Elisiário de Castro Meneses, que veio a ser ministro do Supremo Tribunal de Justiça.
Em 8 de agosto de 1828, assentou praça de aspirante a guarda-marinha e, sendo promovido a este posto a 22 de dezembro do dito ano, satisfez o curso escolar com aprovações plenas, pelo que se lhe passou a competente carta a 3 de fevereiro de 1831. Nesta qualidade embarcou na corveta "Amélia" e "Defensora" e fragata "D. Francisca". Por decreto de 9 de outubro de 1832, foi promovido a segundo tenente, posto em que serviu como oficial na fragata "Príncipe Imperial" e "Imperatriz"; comandou o cutter "Bomfim", o paquete de guerra "Constança" e a barca a vapor "Urânia".
Promovido a primeiro tenente por dec. de 7 de setembro de 1837, comandou o brigue "Ipiranga", o paquete de guerra "Brazilia" e o brigue escuna "Calíope". Em 14 de março 1840, ficou considerado às ordens do Ministro da Marinha, passando a servir como amanuense na Contadoria Geral da Marinha, em virtude do aviso do 1 de dezembro do dito ano, e depois como amanuense da Secretaria de Estado, por nomeação de 21 de janeiro de 1842. Tendo sido julgado sem condições de seguir a vida do mar, foi reformado naquele posto em 22 de fevereiro daquele ano e condecorado com o grau da cavaleiro da Imperial Ordem da Rosa por dec. de 5 de abril de 1845.
Sendo extinta pela lei de 17 de junho do referido ano a seção de contabilidade anexa à Secretaria de Estado, passou ele provisoriamente para a Contadoria Geral da Marinha, criada por dec. de 2 de julho daquele ano, e depois nomeado primeiro oficial por dec. de 9 de junho de 1846, servindo como chefe da segunda seção, e nesta qualidade fez-se-lhe extensiva a graduação honorária de capitão-de-fragata.
Em virtude do aviso de 14 de outubro desse mesmo ano, passou a exercer interinamente o cargo de ajudante da Intendência da Marinha da Corte, substituindo o intendente por achar-se este na dircção do arsenal e durante o tempo em que o mesmo serviu no Conselho Naval. Por aviso de 16 de fevereiro de 1860, foi dispensado da comissão de intendente da Marinha, reassumindo o lugar de chefe da primeira seção da Contadoria. Por dec. de 21 de setembro do dito ano, exerceu novamente o cargo de ajudante do intendente da Marinha.
Nomeado contador da Marinha por dec. de 25 de junho de 1865, prestou juramento e tomou posse do cargo em 1 de julho. Em virtude da nova organização, que foi dada ao conselho de compras, passou a tomar parte nas seções do mesmo conselho na qualidade de um dos seus membros. Por dec. de 27 de outubro de 1869, foi agraciado com o grau de comendador da Imperial Ordem da Rosa por serviços prestados em relação à Guerra da Tríplice Aliança. Em virtude do aviso de 23 de novembro do mesmo ano, figurou como membro de uma commissão incumbida de rever os trabalhos de vencimentos das oficinas da Armada e sobre vencimentos dos operários dos arsenais por determinação do aviso de 1l de fevereiro de 1876.
Fez parte da comissão nomeada por aviso de 12 de julho daquele ano para estudar os diversos ramos da administração da Marinha e indicar as reducções de despezas susceptíveis de efetuar-se, sem prejuízo dos respectivos serviços, apontando as que pudessem ser resolvidas immediatamente e as que dependêssem de revogação de leis, regulamentos e ordens. Por determinação do aviso de 21 de novembro, fez igualmente parte de uma comissão incumbida de rever as tabeliãs anexas ao dec. n.º 4954 de 4 de maio.
Foi casado com Maria Isabel Florim de Castro e Silva (1819 - 1872), de cuja união nasceram:
1. Margarida de Castro Meneses;
2. Pedro Augusto de Castro Meneses (*1842);
3. Manuel Augusto de Castro Meneses *1844), capitão-de-fragata, combatente da Batalha de Riachuelo;
4. Frederico de Castro Meneses (*1848);
5. Maria Augusta (*1849);
6. Augusta (†1868), casada com José Avelino Gurgel do Amaral;
7. Carolina Augusta (*1851);
8. Joaquina Augusta (*1856)[1]